# AS4形モーターカー
AS4形（ロシア語: АС4）はリュディノフスキー機関車工場によって開発・製造されたモーターカー。製造当初はAS3M形（АС3М）と言う形式名だった。この項目では関連する形式についても解説する。

## 概要
作業員輸送や資材輸送、保線機械を牽引する動力車として用いられる形式。車体は両運転台式で、車内には座席の他に折り畳み式テーブルや手荷物が収納できる棚が設置されている。
車内に1基搭載されているエンジンはヤロスラブリ発動機工場製の12気筒V形4ストローク機関のYaMZ-240D形（ЯМЗ-240Д）が用いられ、トルクコンバータと2速ギアボックスを含んだ油圧変速機（GP-320形）によって車軸に動力が伝達される。車軸にはバネ式懸架装置や振動抑制装置が備わっており、乗り心地の快適性向上が図られている。
1軸台車を用いた2軸車として製造されたが、AS4-050のみボギー台車を用いて試作され、試験結果は後述するAS4MU形の開発に活かされた。

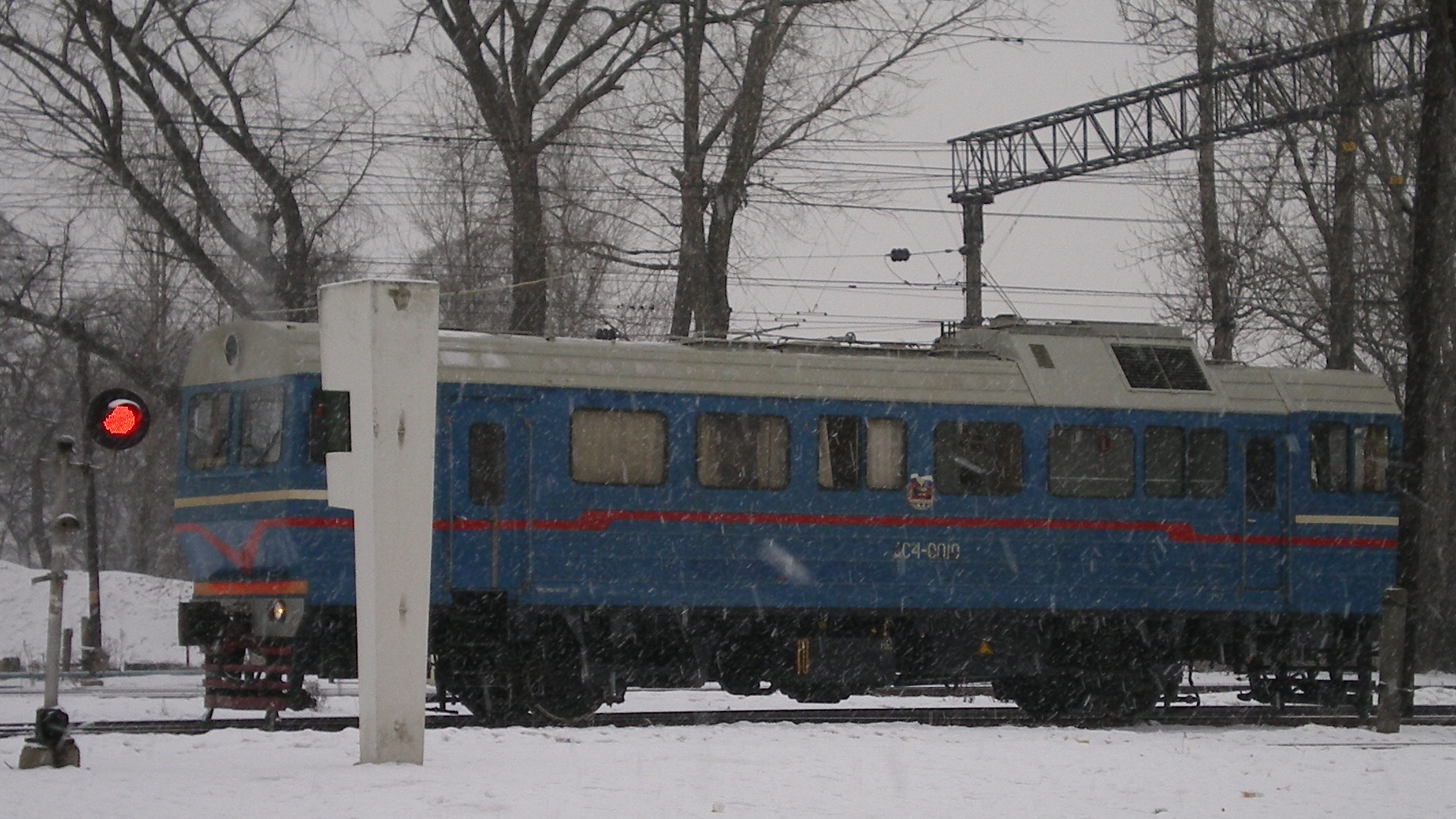
AS4-0010
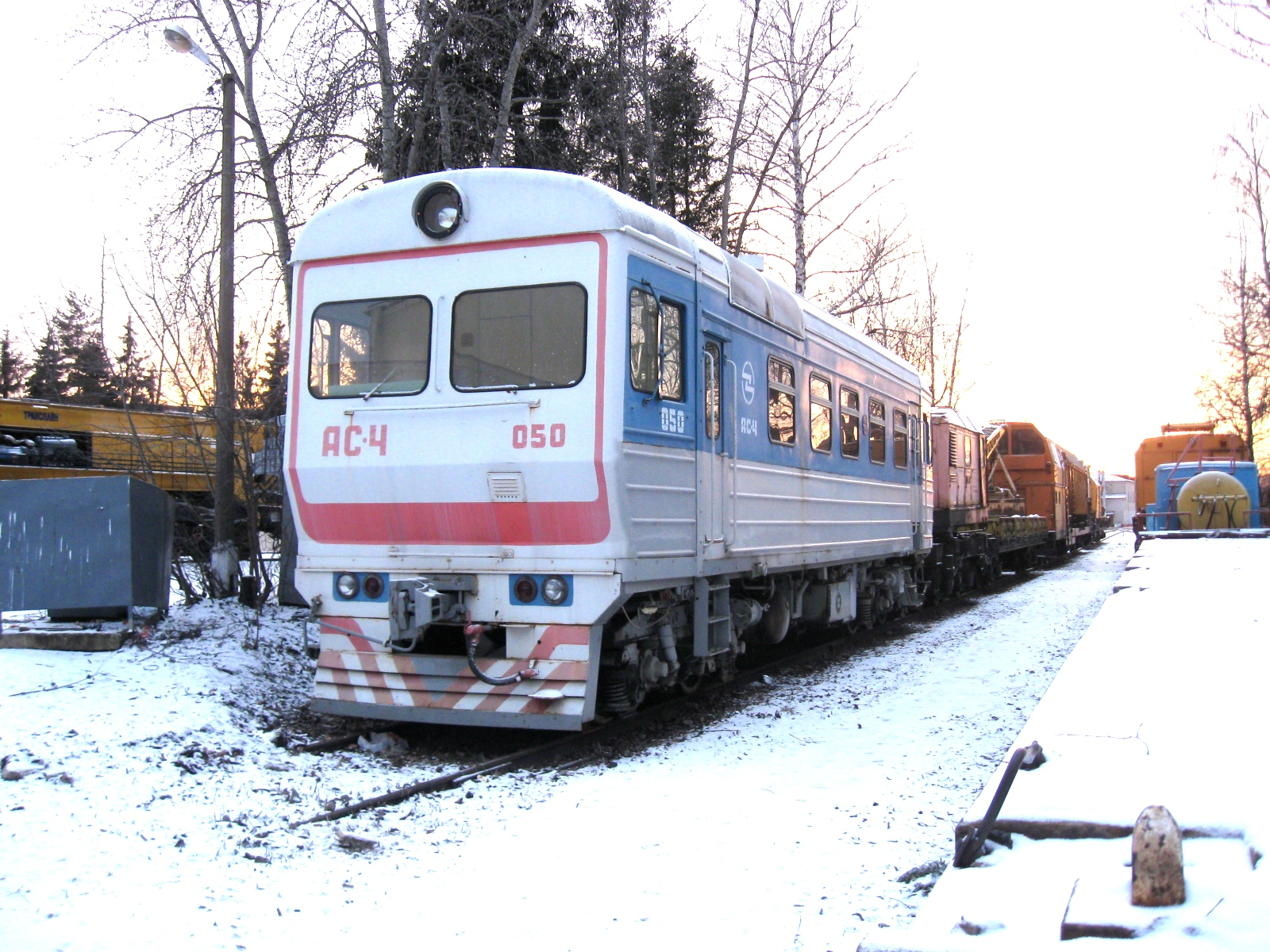
ボギー台車が用いられたAS4-050

## 発展形式

### AS4A形（АС4А）
複数の車両による編成を組むSDP形モーターカーのうち、動力を備えた片運転台式の制御車はAS4形を基に開発され、AS4A形の形式名が与えられている。

### AS4MU形（АС4МУ）
2000年以降製造が実施されている大型モーターカー。エンジンや油圧変速機はAS4形と同型だが車体長が20,320 mmに延長され、定員が増加している他運転台の面積も増し運転時の快適性が向上が図られている。また台車も軸箱守を持たないボギー台車に変更されている。
この形式を基にしたローカル線向けの単行運転可能な気動車であるAPL-1形（АПЛ-1）も計画されていたが、実際に製造される事はなかった。

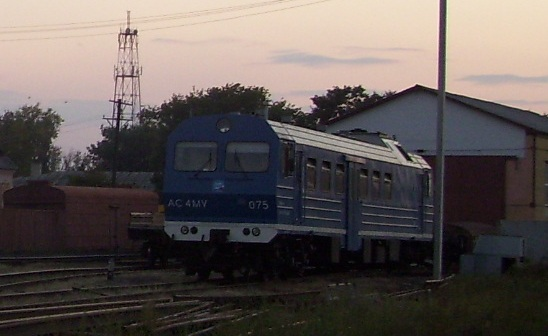
AS4MU-075

### RSM1形（РСМ1）
線路や車軸の摩耗を防ぐ潤滑剤（ТУ 32ЦТ2133）を線路の内面に塗布する車両。最大34 tまでの車両を牽引する事も可能である。エンジンや変速機はAS4形と同一の機器が用いられている。